# Chlumetia
Chlumetia là một chi bướm đêm thuộc họ Noctuidae.

## Các loài
- Chlumetia euthysticha Turner, 1941
- Chlumetia transversa Walker, 1863